# Coppa Davis 2009 Zona Americana Group III

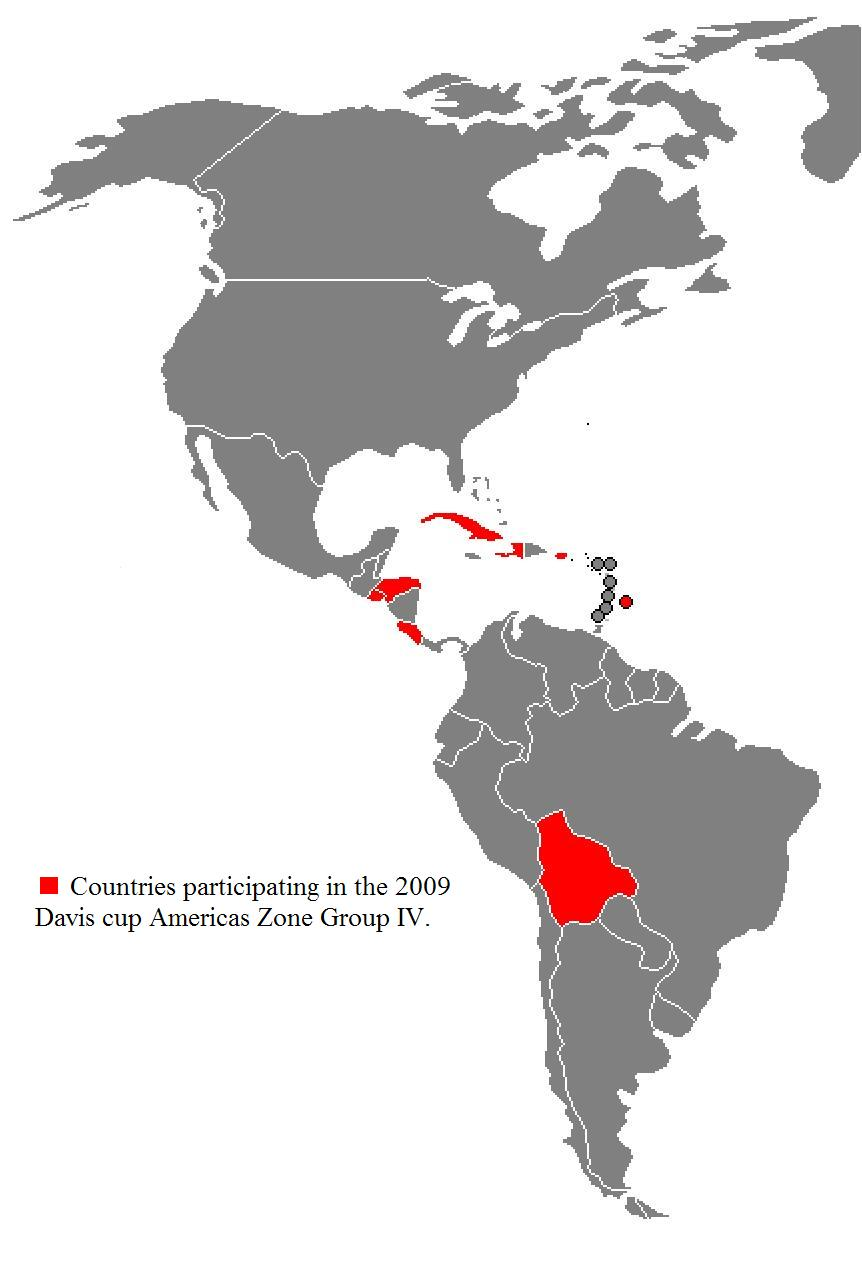
Paesi partecipanti.

La Zona Americana è una delle tre zone regionali nella Coppa Davis 2009.
Essa è suddivisa in quattro gruppi, nei quali ciascuna squadra compete per cercare di essere promossa al gruppo superiore.

Nel Group III partecipano otto squadre (sette in seguito al ritiro di Haiti), di cui due vengono promosse al Group II, mentre due vengono retrocesse al Group IV.

## Format
Ci sono due gironi iniziali composti da quattro squadre ciascuno, in cui ciascuna squadra disputa un incontro contro le altre tre squadre del proprio girone. Le prime due di ciascun girone andranno a comporre un ulteriore girone per la promozione al Group II a cui avranno diritto le prime due classificate di tale girone. Parallelamente, le ultime due classificate di ciascuno dei due gironi iniziali saranno inglobate in un altro girone in cui le ultime due saranno condannate alla retrocessione al Group IV.

## Sede
La sede è fissa, La Libertad a El Salvador. Superficie: cemento (outdoor).

## Squadre partecipanti
- Barbados
- Bolivia
- Costa Rica
- El Salvador
- Honduras
- Porto Rico
- Cuba

- Haiti - ritirata

## Pool A
|   |                   | ESA | BOL | BAR | HAI |
| 1 | El Salvador (2-0) |     | 3-0 | 2-1 | —   |
| 2 | Bolivia (1-1)     | 0-3 |     | 2-1 | —   |
| 3 | Barbados (0-2)    | 1-2 | 1-2 |     | —   |
| 4 | Haiti (ritirata)  | —   | —   | —   |     |

### Partite

#### El Salvador vs. Bolivia
| El Salvador 3 | Maya Country Club, La Libertad, El Salvador 22 aprile 2009 terra (outdoor) | Maya Country Club, La Libertad, El Salvador 22 aprile 2009 terra (outdoor)  | Bolivia 0 |     |     |  |
| \| \| \| \| 1 \| 2 \| 3 \| \| \| - \| \| --------------------------------------------------------------------------- \| --- \| --- \| --- \| \| \| 1 \| \| Marcelo Arévalo Mauricio Estivárez \| 6 4 \| 6 4 \| \| \| \| 2 \| \| Rafael Arevalo Mauricio Doria-Medina \| 6 1 \| 6 1 \| \| \| \| 3 \| \| Marcelo Arévalo / Rafael Arevalo Mauricio Estivárez / Mauricio Doria-Medina \| 5 7 \| 6 4 \| 6 3 \| \| |                                                                            |                                                                             |           |     |     |  |
| |                                                                            |                                                                             | 1         | 2   | 3   |  |
| 1 | El Salvador (bandiera) · Bolivia (bandiera)                                | Marcelo Arévalo Mauricio Estivárez                                          | 6 4       | 6 4 |     |  |
| 2 | El Salvador (bandiera) · Bolivia (bandiera)                                | Rafael Arevalo Mauricio Doria-Medina                                        | 6 1       | 6 1 |     |  |
| 3 | El Salvador (bandiera) · Bolivia (bandiera)                                | Marcelo Arévalo / Rafael Arevalo Mauricio Estivárez / Mauricio Doria-Medina | 5 7       | 6 4 | 6 3 |  |

#### Bolivia vs. Barbados
| Bolivia 2 | Maya Country Club, La Libertad, El Salvador 23 aprile 2009 terra (outdoor) | Maya Country Club, La Libertad, El Salvador 23 aprile 2009 terra (outdoor) | Barbados 1 |     |     |  |
| \| \| \| \| 1 \| 2 \| 3 \| \| \| - \| \| ----------------------------------------------------------------------- \| --- \| --- \| --- \| \| \| 1 \| \| Mauricio Estivárez Darian King \| 6 0 \| 6 0 \| \| \| \| 2 \| \| Mauricio Doria-Medina Haydn Lewis \| 4 6 \| 5 7 \| \| \| \| 3 \| \| Mauricio Estivárez / Jose-Roberto Velasco Haydn Lewis / Russell Moseley \| 6 1 \| 4 6 \| 6 1 \| \| |                                                                            |                                                                            |            |     |     |  |
| |                                                                            |                                                                            | 1          | 2   | 3   |  |
| 1 | Bolivia (bandiera) · Barbados (bandiera)                                   | Mauricio Estivárez Darian King                                             | 6 0        | 6 0 |     |  |
| 2 | Bolivia (bandiera) · Barbados (bandiera)                                   | Mauricio Doria-Medina Haydn Lewis                                          | 4 6        | 5 7 |     |  |
| 3 | Bolivia (bandiera) · Barbados (bandiera)                                   | Mauricio Estivárez / Jose-Roberto Velasco Haydn Lewis / Russell Moseley    | 6 1        | 4 6 | 6 1 |  |

#### El Salvador vs. Barbados
| El Salvador 2 | Maya Country Club, La Libertad, El Salvador 24 aprile 2009 terra (outdoor) | Maya Country Club, La Libertad, El Salvador 24 aprile 2009 terra (outdoor) | Barbados 1 |     |     |  |
| \| \| \| \| 1 \| 2 \| 3 \| \| \| - \| \| -------------------------------------------------------------- \| --- \| --- \| --- \| \| \| 1 \| \| Rodrigo Rappaccioli Darian King \| 6 3 \| 5 7 \| 3 6 \| \| \| 2 \| \| Rafael Arevalo Haydn Lewis \| 6 3 \| 6 1 \| \| \| \| 3 \| \| Marcelo Arévalo / Rafael Arevalo Haydn Lewis / Russell Moseley \| 4 6 \| 6 3 \| 6 4 \| \| |                                                                            |                                                                            |            |     |     |  |
| |                                                                            |                                                                            | 1          | 2   | 3   |  |
| 1 | El Salvador (bandiera) · Barbados (bandiera)                               | Rodrigo Rappaccioli Darian King                                            | 6 3        | 5 7 | 3 6 |  |
| 2 | El Salvador (bandiera) · Barbados (bandiera)                               | Rafael Arevalo Haydn Lewis                                                 | 6 3        | 6 1 |     |  |
| 3 | El Salvador (bandiera) · Barbados (bandiera)                               | Marcelo Arévalo / Rafael Arevalo Haydn Lewis / Russell Moseley             | 4 6        | 6 3 | 6 4 |  |

## Pool B
|   |                  | CUB | PUR | CRC | HON |
| 1 | Cuba (3-0)       |     | 3-0 | 3-0 | 3-0 |
| 2 | Porto Rico (2-1) | 0-3 |     | 2-1 | 2-1 |
| 3 | Costa Rica (1-2) | 0-3 | 1-2 |     | 3-0 |
| 4 | Honduras (0-3)   | 0-3 | 1-2 | 0-3 |     |

### Cuba vs. Costa Rica
| Cuba 3 | Maya Country Club, La Libertad, El Salvador 22 aprile 2009 terra (outdoor) | Maya Country Club, La Libertad, El Salvador 22 aprile 2009 terra (outdoor)                            | Costa Rica 0 |      |   |  |
| \| \| \| \| 1 \| 2 \| 3 \| \| \| - \| \| ----------------------------------------------------------------------------------------------------- \| ---- \| ---- \| - \| \| \| 1 \| \| William Dorantes Sánchez Ignaci Roca \| 6 1 \| 7 5 \| \| \| \| 2 \| \| Edgar Hernández-Pérez Federico Chavarría \| 7 5 \| 6 4 \| \| \| \| 3 \| \| Favel-Antonio Freyre-Perdomo / Sandor Martínez-Breijo Federico Chavarría / Fernando Martínez-Manrique \| 7 61 \| 7 64 \| \| \| |                                                                            | |              |      |   |  |
| |                                                                            | | 1            | 2    | 3 |  |
| 1 | Cuba (bandiera) · Costa Rica (bandiera)                                    | William Dorantes Sánchez Ignaci Roca                                                                  | 6 1          | 7 5  |   |  |
| 2 | Cuba (bandiera) · Costa Rica (bandiera)                                    | Edgar Hernández-Pérez Federico Chavarría                                                              | 7 5          | 6 4  |   |  |
| 3 | Cuba (bandiera) · Costa Rica (bandiera)                                    | Favel-Antonio Freyre-Perdomo / Sandor Martínez-Breijo Federico Chavarría / Fernando Martínez-Manrique | 7 61         | 7 64 |   |  |

### Honduras vs. Porto Rico
| Honduras 1 | Maya Country Club, La Libertad, El Salvador 22 aprile 2009 terra (outdoor) | Maya Country Club, La Libertad, El Salvador 22 aprile 2009 terra (outdoor) | Porto Rico 2 |     |      |  |
| \| \| \| \| 1 \| 2 \| 3 \| \| \| - \| \| ------------------------------------------------------------------------ \| --- \| --- \| ---- \| \| \| 1 \| \| Keny Turcios Gilberto Álvarez \| 2 6 \| 7 5 \| 7 65 \| \| \| 2 \| \| Alejandro Obando Jose Emilio Sierra-Short \| 3 6 \| 6 3 \| 2 6 \| \| \| 3 \| \| Alejandro Obando / Keny Turcios Gilberto Álvarez / Ricardo González-Díaz \| 3 6 \| 1 6 \| \| \| |                                                                            |                                                                            |              |     |      |  |
| |                                                                            |                                                                            | 1            | 2   | 3    |  |
| 1 | Honduras (bandiera) · Porto Rico (bandiera)                                | Keny Turcios Gilberto Álvarez                                              | 2 6          | 7 5 | 7 65 |  |
| 2 | Honduras (bandiera) · Porto Rico (bandiera)                                | Alejandro Obando Jose Emilio Sierra-Short                                  | 3 6          | 6 3 | 2 6  |  |
| 3 | Honduras (bandiera) · Porto Rico (bandiera)                                | Alejandro Obando / Keny Turcios Gilberto Álvarez / Ricardo González-Díaz   | 3 6          | 1 6 |      |  |

### Honduras vs. Costa Rica
| Honduras 0 | Maya Country Club, La Libertad, El Salvador 23 aprile 2009 terra (outdoor) | Maya Country Club, La Libertad, El Salvador 23 aprile 2009 terra (outdoor) | Costa Rica 3 |     |   |  |
| \| \| \| \| 1 \| 2 \| 3 \| \| \| - \| \| -------------------------------------------------------------------------- \| --- \| --- \| - \| \| \| 1 \| \| Keny Turcios Federico Chavarría \| 6 4 \| 7 5 \| \| \| \| 2 \| \| Alejandro Obando Fernando Martínez-Manrique \| 6 1 \| 6 4 \| \| \| \| 3 \| \| Alejandro Obando / Ricardo Pineda Fernando Martínez-Manrique / Ignaci Roca \| 6 0 \| 6 1 \| \| \| |                                                                            |                                                                            |              |     |   |  |
| |                                                                            |                                                                            | 1            | 2   | 3 |  |
| 1 | Honduras (bandiera) · Costa Rica (bandiera)                                | Keny Turcios Federico Chavarría                                            | 6 4          | 7 5 |   |  |
| 2 | Honduras (bandiera) · Costa Rica (bandiera)                                | Alejandro Obando Fernando Martínez-Manrique                                | 6 1          | 6 4 |   |  |
| 3 | Honduras (bandiera) · Costa Rica (bandiera)                                | Alejandro Obando / Ricardo Pineda Fernando Martínez-Manrique / Ignaci Roca | 6 0          | 6 1 |   |  |

### Cuba vs. Porto Rico
| Cuba 3 | Maya Country Club, La Libertad, El Salvador 23 aprile 2009 terra (outdoor) | Maya Country Club, La Libertad, El Salvador 23 aprile 2009 terra (outdoor)                   | Porto Rico 0 |     |     |  |
| \| \| \| \| 1 \| 2 \| 3 \| \| \| - \| \| -------------------------------------------------------------------------------------------- \| --- \| --- \| --- \| \| \| 1 \| \| William Dorantes Sánchez José Emilio Sierra-Short \| 6 2 \| 6 0 \| \| \| \| 2 \| \| Edgar Hernández-Pérez Ricardo González-Díaz \| 6 4 \| 4 6 \| 6 3 \| \| \| 3 \| \| Favel-Antonio Freyre-Perdomo / Sandor Martínez-Breijo Gilberto Álvarez / Gabriel Flores Ruiz \| 6 3 \| 6 4 \| \| \| |                                                                            |                                                                                              |              |     |     |  |
| |                                                                            |                                                                                              | 1            | 2   | 3   |  |
| 1 | Cuba (bandiera) · Porto Rico (bandiera)                                    | William Dorantes Sánchez José Emilio Sierra-Short                                            | 6 2          | 6 0 |     |  |
| 2 | Cuba (bandiera) · Porto Rico (bandiera)                                    | Edgar Hernández-Pérez Ricardo González-Díaz                                                  | 6 4          | 4 6 | 6 3 |  |
| 3 | Cuba (bandiera) · Porto Rico (bandiera)                                    | Favel-Antonio Freyre-Perdomo / Sandor Martínez-Breijo Gilberto Álvarez / Gabriel Flores Ruiz | 6 3          | 6 4 |     |  |

### Porto Rico vs. Costa Rica
| Porto Rico 2 | Maya Country Club, La Libertad, El Salvador 24 aprile 2009 terra (outdoor) | Maya Country Club, La Libertad, El Salvador 24 aprile 2009 terra (outdoor) | Costa Rica 1 |     |      |  |
| \| \| \| \| 1 \| 2 \| 3 \| \| \| - \| \| ------------------------------------------------------------------------ \| ---- \| --- \| ---- \| \| \| 1 \| \| Gilberto Álvarez Ignaci Roca \| 7 64 \| 6 3 \| \| \| \| 2 \| \| Ricardo González-Díaz Federico Chavarría \| 6 4 \| 6 7 \| 7 61 \| \| \| 3 \| \| Gabriel Flores Ruiz / José Emilio Sierra-Short Ignaci Roca / Pablo Núñez \| 7 65 \| 4 6 \| 64 7 \| \| |                                                                            |                                                                            |              |     |      |  |
| |                                                                            |                                                                            | 1            | 2   | 3    |  |
| 1 | Porto Rico (bandiera) · Costa Rica (bandiera)                              | Gilberto Álvarez Ignaci Roca                                               | 7 64         | 6 3 |      |  |
| 2 | Porto Rico (bandiera) · Costa Rica (bandiera)                              | Ricardo González-Díaz Federico Chavarría                                   | 6 4          | 6 7 | 7 61 |  |
| 3 | Porto Rico (bandiera) · Costa Rica (bandiera)                              | Gabriel Flores Ruiz / José Emilio Sierra-Short Ignaci Roca / Pablo Núñez   | 7 65         | 4 6 | 64 7 |  |

### Honduras vs. Cuba
| Honduras 0 | Maya Country Club, La Libertad, El Salvador 24 aprile 2009 terra (outdoor) | Maya Country Club, La Libertad, El Salvador 24 aprile 2009 terra (outdoor)              | Cuba 3 |     |   |  |
| \| \| \| \| 1 \| 2 \| 3 \| \| \| - \| \| --------------------------------------------------------------------------------------- \| --- \| --- \| - \| \| \| 1 \| \| Keny Turcios William Dorantes Sánchez \| 1 6 \| 1 6 \| \| \| \| 2 \| \| Alejandro Obando Edgar Hernández-Pérez \| 0 6 \| 2 6 \| \| \| \| 3 \| \| Alejandro Obando / Ricardo Pineda Favel-Antonio Freyre-Perdomo / Sandor Martínez-Breijo \| 2 6 \| 4 6 \| \| \| |                                                                            |                                                                                         |        |     |   |  |
| |                                                                            |                                                                                         | 1      | 2   | 3 |  |
| 1 | Honduras (bandiera) · Cuba (bandiera)                                      | Keny Turcios William Dorantes Sánchez                                                   | 1 6    | 1 6 |   |  |
| 2 | Honduras (bandiera) · Cuba (bandiera)                                      | Alejandro Obando Edgar Hernández-Pérez                                                  | 0 6    | 2 6 |   |  |
| 3 | Honduras (bandiera) · Cuba (bandiera)                                      | Alejandro Obando / Ricardo Pineda Favel-Antonio Freyre-Perdomo / Sandor Martínez-Breijo | 2 6    | 4 6 |   |  |

## Pool Promozione (Play-offs 1º-4º posto)
|   |                   | ESA | BOL | CUB | PUR |
| 1 | El Salvador (3-0) |     | 3-0 | 3-0 | 3-0 |
| 2 | Bolivia (2-1)     | 0-3 |     | 2-1 | 2-1 |
| 3 | Cuba (1-2)        | 0-3 | 1-2 |     | 3-0 |
| 4 | Porto Rico (0-3)  | 0-3 | 1-2 | 0-3 |     |

- I match El Salvador-Bolivia e Cuba-Porto Rico non vengono disputati in quanto la regola prevede che i match già disputati durante il turno precedente non debbano essere ripetuti. Per questa ragione, tutti i punti accumulati nel turno precedente dalle squadre vengono mantenuti.

### Partite

#### El Salvador vs. Cuba
| El Salvador 3 | Maya Country Club, La Libertad, El Salvador 25 aprile 2009 terra (outdoor) | Maya Country Club, La Libertad, El Salvador 25 aprile 2009 terra (outdoor)                  | Cuba 0 |     |   |  |
| \| \| \| \| 1 \| 2 \| 3 \| \| \| - \| \| ------------------------------------------------------------------------------------------- \| ------ \| --- \| - \| \| \| 1 \| \| Marcelo Arévalo William Dorantes Sánchez \| 6 3 \| 7 5 \| \| \| \| 2 \| \| Rafael Arevalo Edgar Hernández-Pérez \| 6 0 \| 6 3 \| \| \| \| 3 \| \| Marcelo Arévalo / Rodrigo Rappaccioli Favel-Antonio Freyre-Perdomo / Sandor Martínez-Breijo \| 7 6(1) \| 6 4 \| \| \| |                                                                            |                                                                                             |        |     |   |  |
| |                                                                            |                                                                                             | 1      | 2   | 3 |  |
| 1 | El Salvador (bandiera) · Cuba (bandiera)                                   | Marcelo Arévalo William Dorantes Sánchez                                                    | 6 3    | 7 5 |   |  |
| 2 | El Salvador (bandiera) · Cuba (bandiera)                                   | Rafael Arevalo Edgar Hernández-Pérez                                                        | 6 0    | 6 3 |   |  |
| 3 | El Salvador (bandiera) · Cuba (bandiera)                                   | Marcelo Arévalo / Rodrigo Rappaccioli Favel-Antonio Freyre-Perdomo / Sandor Martínez-Breijo | 7 6(1) | 6 4 |   |  |

#### Porto Rico vs. Bolivia
| Porto Rico 1 | Maya Country Club, La Libertad, El Salvador 25 aprile 2009 terra (outdoor) | Maya Country Club, La Libertad, El Salvador 25 aprile 2009 terra (outdoor)         | Bolivia 2 |     |     |  |
| \| \| \| \| 1 \| 2 \| 3 \| \| \| - \| \| ---------------------------------------------------------------------------------- \| ------ \| --- \| --- \| \| \| 1 \| \| Gilberto Álvarez Mauricio Estiváriz \| 65 7 \| 2 6 \| \| \| \| 2 \| \| Ricardo González-Díaz Mauricio Doria-Medina \| 6(1) 7 \| 7 5 \| 7 5 \| \| \| 3 \| \| Gilberto Álvarez / Ricardo González-Díaz Mauricio Estiváriz / José-Roberto Velasco \| 2 6 \| 2 6 \| \| \| |                                                                            |                                                                                    |           |     |     |  |
| |                                                                            |                                                                                    | 1         | 2   | 3   |  |
| 1 | Porto Rico (bandiera) · Bolivia (bandiera)                                 | Gilberto Álvarez Mauricio Estiváriz                                                | 65 7      | 2 6 |     |  |
| 2 | Porto Rico (bandiera) · Bolivia (bandiera)                                 | Ricardo González-Díaz Mauricio Doria-Medina                                        | 6(1) 7    | 7 5 | 7 5 |  |
| 3 | Porto Rico (bandiera) · Bolivia (bandiera)                                 | Gilberto Álvarez / Ricardo González-Díaz Mauricio Estiváriz / José-Roberto Velasco | 2 6       | 2 6 |     |  |

#### El Salvador vs. Porto Rico
| El Salvador 3 | Maya Country Club, La Libertad, El Salvador 26 aprile 2009 terra (outdoor) | Maya Country Club, La Libertad, El Salvador 26 aprile 2009 terra (outdoor)           | Porto Rico 0 |     |     |  |
| \| \| \| \| 1 \| 2 \| 3 \| \| \| - \| \| ------------------------------------------------------------------------------------ \| ---- \| --- \| --- \| \| \| 1 \| \| Marcelo Arévalo Gabriel Flores Ruiz \| 6 2 \| 6 0 \| \| \| \| 2 \| \| Rafael Arevalo José Emilio Sierra-Short \| 6 0 \| 6 0 \| \| \| \| 3 \| \| Marcelo Arévalo / Rodrigo Rappaccioli Gabriel Flores Ruiz / José Emilio Sierra-Short \| 64 7 \| 6 1 \| 6 3 \| \| |                                                                            |                                                                                      |              |     |     |  |
| |                                                                            |                                                                                      | 1            | 2   | 3   |  |
| 1 | El Salvador (bandiera) · Porto Rico (bandiera)                             | Marcelo Arévalo Gabriel Flores Ruiz                                                  | 6 2          | 6 0 |     |  |
| 2 | El Salvador (bandiera) · Porto Rico (bandiera)                             | Rafael Arevalo José Emilio Sierra-Short                                              | 6 0          | 6 0 |     |  |
| 3 | El Salvador (bandiera) · Porto Rico (bandiera)                             | Marcelo Arévalo / Rodrigo Rappaccioli Gabriel Flores Ruiz / José Emilio Sierra-Short | 64 7         | 6 1 | 6 3 |  |

#### Cuba vs. Bolivia
| Cuba 1 | Maya Country Club, La Libertad, El Salvador 26 aprile 2009 terra (outdoor) | Maya Country Club, La Libertad, El Salvador 26 aprile 2009 terra (outdoor)                       | Bolivia 2 |      |   |  |
| \| \| \| \| 1 \| 2 \| 3 \| \| \| - \| \| ------------------------------------------------------------------------------------------------ \| --- \| ---- \| - \| \| \| 1 \| \| William Dorantes Sánchez Mauricio Estiváriz \| 4 6 \| 0 6 \| \| \| \| 2 \| \| Edgar Hernández-Pérez Mauricio Doria-Medina \| 3 6 \| 0 6 \| \| \| \| 3 \| \| Favel-Antonio Freyre-Perdomo / Sandor Martínez-Breijo Marco-Antonio Rojas / José-Roberto Velasco \| 6 4 \| 7 62 \| \| \| |                                                                            |                                                                                                  |           |      |   |  |
| |                                                                            |                                                                                                  | 1         | 2    | 3 |  |
| 1 | Cuba (bandiera) · Bolivia (bandiera)                                       | William Dorantes Sánchez Mauricio Estiváriz                                                      | 4 6       | 0 6  |   |  |
| 2 | Cuba (bandiera) · Bolivia (bandiera)                                       | Edgar Hernández-Pérez Mauricio Doria-Medina                                                      | 3 6       | 0 6  |   |  |
| 3 | Cuba (bandiera) · Bolivia (bandiera)                                       | Favel-Antonio Freyre-Perdomo / Sandor Martínez-Breijo Marco-Antonio Rojas / José-Roberto Velasco | 6 4       | 7 62 |   |  |

## Pool Retrocessione (Play-offs 5º-7º posto)
|   |                  | CRC | BAR | HON | HAI |
| 1 | Costa Rica (2-0) |     | 2-1 | 3-0 | —   |
| 2 | Barbados (1-1)   | 1-2 |     | 3-0 | —   |
| 3 | Honduras (0-2)   | 0-3 | 0-3 |     | —   |
| 4 | Haiti (ritirata) | —   | —   | —   |     |

- Il match Costa Rica-Honduras non viene disputato in quanto la regola prevede che i match già disputati durante il turno precedente non debbano essere ripetuti. Per questa ragione, tutti i punti accumulati dalle squadre nel turno precedente vengono mantenuti.

### Match

#### Honduras vs. Barbados
| Honduras 0 | Maya Country Club, La Libertad, El Salvador 25 aprile 2009 terra (outdoor) | Maya Country Club, La Libertad, El Salvador 25 aprile 2009 terra (outdoor) | Barbados 3 |     |     |  |
| \| \| \| \| 1 \| 2 \| 3 \| \| \| - \| \| ------------------------------------------------------------------- \| ---- \| --- \| --- \| \| \| 1 \| \| Keny Turcios Russell Moseley \| 7 5 \| 1 6 \| 1 6 \| \| \| 2 \| \| Alejandro Obando Haydn Lewis \| 2 6 \| 0 6 \| \| \| \| 3 \| \| Marco Ricardo Osorio / Ricardo Pineda Darian King / Seanon Williams \| 62 7 \| 6 4 \| 0 6 \| \| |                                                                            |                                                                            |            |     |     |  |
| |                                                                            |                                                                            | 1          | 2   | 3   |  |
| 1 | Honduras (bandiera) · Barbados (bandiera)                                  | Keny Turcios Russell Moseley                                               | 7 5        | 1 6 | 1 6 |  |
| 2 | Honduras (bandiera) · Barbados (bandiera)                                  | Alejandro Obando Haydn Lewis                                               | 2 6        | 0 6 |     |  |
| 3 | Honduras (bandiera) · Barbados (bandiera)                                  | Marco Ricardo Osorio / Ricardo Pineda Darian King / Seanon Williams        | 62 7       | 6 4 | 0 6 |  |

#### Costa Rica vs. Barbados
| Costa Rica 2 | Maya Country Club, La Libertad, El Salvador 26 aprile 2009 terra (outdoor) | Maya Country Club, La Libertad, El Salvador 26 aprile 2009 terra (outdoor)    | Barbados 1 |      |     |  |
| \| \| \| \| 1 \| 2 \| 3 \| \| \| - \| \| ----------------------------------------------------------------------------- \| --- \| ---- \| --- \| \| \| 1 \| \| Federico Chavarría Darian King \| 6 2 \| 6 3 \| \| \| \| 2 \| \| Fernando Martínez-Manrique Haydn Lewis \| 3 6 \| 3 6 \| \| \| \| 3 \| \| Federico Chavarría / Fernando Martínez-Manrique Haydn Lewis / Russell Moseley \| 3 6 \| 7 64 \| 6 2 \| \| |                                                                            |                                                                               |            |      |     |  |
| |                                                                            |                                                                               | 1          | 2    | 3   |  |
| 1 | Costa Rica (bandiera) · Barbados (bandiera)                                | Federico Chavarría Darian King                                                | 6 2        | 6 3  |     |  |
| 2 | Costa Rica (bandiera) · Barbados (bandiera)                                | Fernando Martínez-Manrique Haydn Lewis                                        | 3 6        | 3 6  |     |  |
| 3 | Costa Rica (bandiera) · Barbados (bandiera)                                | Federico Chavarría / Fernando Martínez-Manrique Haydn Lewis / Russell Moseley | 3 6        | 7 64 | 6 2 |  |